# Hindsen
Hindsen er en svensk sø i Värnamo kommun i Småland og indgår i Lagans afvandingsområde. Søen har et areal på 12,4 kvadratkilometer og er placeret 165 meter over havets overflade. Søen har en rig bestand af aborre, gedder og skaller.
57°12′N 14°12′Ø / 57.2°N 14.2°Ø